# Ahmedabad
Ahmedabad, zapisano tudi kot Ahmadabad, je mesto v indijski zvezni državi Gudžarat, ki stoji ob reki Sabarmati približno 400 km severno od Mumbaja. S 5,5 milijona prebivalcev (po popisu leta 2011) je eno največjih mest v Indiji.
Mesto je leta 1411 ustanovil muslimanski vladar Gudžarata Ahmad šah v bližini obstoječega hindujskega mesta Asaval. On in njegovi nasledniki so dali predelati hindujske templje v mošeje, ki imajo zaradi tega značilen hindujski arhitekturni slog. Poleg prepleta hindujske in muslimanske arhitekture je Ahmedabad znan tudi po množici džainističnih templjev, velja namreč za sveto mesto džainizma. Zgodovinsko mesto Ahmadabad na vzhodnem bregu Sabarmatija, obdano z obzidjem, je na seznamu Unescove svetovne kulturne dediščine. Po zatonu dinastične vladavine je tudi Ahmedabad začel nazadovati, kar se je ustavilo v začetku 19. stoletja, ko je Gudžarat postal del Britanskega imperija. Britanci so vzpostavili tekstilno industrijo in spodbudili hitro rast mesta v eno najpomembnejših industrijskih središč v notranjosti Indije. V novejši zgodovini je znano tudi kot eno ključnih prizorišč Gandhijevega boja za neodvisnost države.
Še zdaj je pomembno industrijsko središče, znano predvsem po tekstilni industriji, in prometno vozlišče na cestni in železniški povezavi med Mumbajem, Delhijem in polotokom Kathiawar. V Ahmedabadu ima sedež Univerza Gudžarata, ustanovljena leta 1950. Po ustanovitvi zvezne države Gudžarat je bil Ahmedabad njeno začasno glavno mesto, v 1960. letih pa so za zamenjavo začeli na novo graditi mesto Gandhinagar nekaj deset kilometrov severno, v katerega se je leta 1970 preselila uprava Gudžarata. Z Gandhinagarjem ga povezuje avtocesta. Kljub selitvi je Ahmedabad ohranil status industrijskega in kulturnega središča zvezne države, v njem je še vedno tudi sedež višjega sodišča Gudžarata. Na račun politike, ki privablja kapital, je eno najhitreje rastočih mest na svetu, ki naj bi do leta 2025 po oceni OZN naraslo na 7,6 milijona prebivalcev.